# Richeza van Polen
Richeza van Polen ook bekend als Richeza van Silezië (circa 1140 – 16 juni 1185) was een Poolse prinses uit de Silezische tak van de Piasten. Ze trad drie maal in het huwelijk en had achtereenvolgens de titels koningin van Castilië en León, gravin van Provence en gravin van Everstein.

## Levensloop
Ze was het derde kind uit het huwelijk van hertog Wladislaus II van Polen en Agnes van Oostenrijk. In 1146 werd haar vader afgezet door haar oom Bolesław IV, een halfbroer van haar vader, waarna de familie in ballingschap ging. Nadat ze korte tijd in Bohemen leefde, bood de Rooms-Duitse koning Koenraad III hen onderdak aan. Haar vader besloot daarop in te gaan en ze vestigden zich in de stad Altenburg. 
In 1151 kwam Wladislaus te weten dat koning Alfons VII van León en Castilië middels een huwelijk een alliantie wilde smeden met het koninkrijk Duitsland. Richeza, die via haar moeder verwant was met Koenraad III, was de meest aantrekkelijke kandidaat die ter beschikking was en de twee huwden tussen oktober en december 1152. Alfons en Richeza kregen twee kinderen:
- Ferdinand (1153-1157)
- Sancha (1154-1208), huwde met Alfons II van Aragón.

Haar eerste man stierf in augustus 1157 tijdens de oorlog tegen de Moren en korte tijd later overleed ook haar zoon Ferdinand. Alfons VII verdeelde zijn rijk tussen zijn twee oudste zoons uit zijn eerste huwelijk: Sancho III kreeg Castilië, Ferdinand II León. De relatie met haar stiefzonen was niet goed en verslechterde zeker nadat Sancho III de oorlog verklaarde aan Ramon Berenguer IV, de graaf van Barcelona en vader van Alfons II, de latere koning van Aragón, aan wie Richeza haar dochter Sancha had uitgehuwelijkt. Ferdinand II had op zijn beurt een onstabiele relatie met keizer Frederik I Barbarossa, wat Richeza's positie nog moeilijker maakte en in 1159 verhuisde ze naar Aragón.
Aan het hof van Aragón leerde Richeza graaf Raymond Berengarius III van Provence kennen. De twee besloten een huwelijk aan te gaan om puur politieke redenen, hoewel er ook liefde in het spel was. Raymond Berengarius steunde Frederik Barbarossa in zijn strijd tegen paus Alexander III en erkende tegenpaus Victor IV als de echte paus. Paus Alexander III werd gesteund door Frankrijk, Castilië en León en graaf Ramon Berenguer IV van Barcelona, die een politieke alliantie vormden. Het graafschap Provence had een strategische positie, aangezien het tussen Frankrijk en Italië lag. Raymond Berengarius III, die door zijn huwelijk met Richeza familie van Frederik I Barbarossa geworden was, koos dan ook de zijde van de keizer. Op die manier won Raymond Berengarius prestige bij de keizer en kon hij beter optreden tegen graaf Hugo van Baux, die het graafschap Provence claimde. 
Tussen januari en oktober 1161 vond het huwelijk tussen Richeza en Raymond Berengarius plaats. Ze kregen een dochter:
- Dulcia II (1162-1172), gravin van Provence

In 1166 sneuvelde Raymond Berengarius bij het beleg van Nice. Kort na de dood van haar tweede man besloot Richeza om een nieuw huwelijk te plannen. Ze koos voor graaf Raymond V van Toulouse en besloot haar dochter Dulcia uit te huwelijken aan diens zoon Raymond VI. Graaf Raymond V zelf wilde graag een familieband verkrijgen met keizer Frederik I Barbarossa en de volledige controle van het graafschap Provence op zich nemen. Het hevige verzet van haar toekomstige schoonzoon Alfons II van Aragón zorgde er echter voor dat de geplande huwelijken werden geannuleerd en het kwam tot een oorlog tussen Alfons II en Raymond VI, die tot in 1174 zou duren.
In 1167 huwde Richeza dan maar met graaf Albert III van Everstein, een bondgenoot van Frederik Barbarossa, en verhuisde samen met haar derde man naar Duitsland. Ze kregen twee kinderen:
- Albert IV
- Koenraad II

Over de laatste levensjaren van Richeza is zeer weinig bekend. In 1185 stierf ze.